# Állandó háború
Az állandó háború fogalma egy világos vég nélküli konfliktusra vagy küzdelemre, vagy egy bármelyik pillanatban tényleges háborúba robbanható folyamatos ellentétre utal.

## Eredete
Az ’állandó háború’ elnevezés George Orwell 1984 című regényében tűnt fel először 1949-ben. Ebben, a világot uraló három képzeletbeli szuper-állam egy folyamatos háborút tart fenn. Az ellenség tényleges létezését homályban tartva, az állam mesterséges félelmet és gyűlöletet kelt saját hiányosságainak igazolására és a Nagy Testvérnek való engedelmesség fenntartására sztálinista módszerekkel. A történet a szuperállamok egyikében, Óceániában élő állampolgár szemén keresztül mutatja be hogy milyen az, amikor az állandó háború képezi a gazdaság alapját. Ez a gazdaság az állampolgárok életszínvonalát emelő termékek helyett a harcmezőn azonnal elpusztított hadszerek termelésével biztosít teljes foglalkoztatottságot. Az állandó háborús propaganda által teremtett légkör az ellenség gyűlöletével együtt az állam által nyújtott védelem iránt érzett hála tartja az állampolgárokat függőségi helyzetben. Mivel egyrészt a ’Nagy Testvér’ létezése sem tisztázott, másrészt pedig az elnyomást fenntartó állami apparátus tagjai maguk is e személytelen elnyomás áldozatai, a kialakult helyzet nem tekinthető egyfajta osztályharcnak, hanem csupán valamiféle, mindenkire kiterjedő lelki nyomornak. A biztonság érdekében feláldozott szabadságjogok hiánya tartja fenn ezt az áldatlan, mindenkit elnyomó folyamatos függőséget, melyben az elnyomók és az elnyomottak személyileg azonosak.

## Történelemben
Bár a kifejezés új, a jelenségnek az emberiség kezdeteibe visszanyúló gyökerei vannak. Úgyis mondhatnánk, hogy e jelenség az emberiség tudatának egyik alapvető jellemzője az ősközösség felbomlása, a személyi tulajdon és a társadalmi munkamegosztás kialakulása óta. Úgy tűnik, hogy mióta Ádám és Éva evett a tiltott gyümölcsből, mióta meg tudja különböztetni a jót a rossztól, azóta hadakozik a rossz választásának mostani rövidtávú előnye (s későbbi hosszútávú hátránya) és a jó választásának mostani (szintén rövidtávú) hátránya (s későbbi hosszútávú előnye) között. Mert az például nem titok hogy akik hajlandóak szabadságukat biztonságukért feláldozni, azok egyiket sem érdemlik (kapják) meg. Noam Chomsky például azt állítja, hogy kortól és társadalmi viszonyoktól függetlenül, az állandó háború nem más, mint a mindenkori domináns politikai és gazdasági hatalomnak az adott társadalmi helyzet fenntartására, különböző módokon használt eszköze. Az állam legfontosabb (önérdekű) feladata a népeknek ’kenyér és cirkusz’ mellett hivatalos ellenséggel való ellátása.

## Példák
Saját korukban állandósult, a népek tudatát tartósan befolyásoló örök háborúnak tekinthető időszakok voltak többek között a százéves háború 1337-1453, a harmincéves háború 1618-1648, a hosszú időszakon át 1095-1291, kilenc hadjáratból álló keresztes háborúk, de a magyarországi török megszállás 150 éves harcai, sőt még az évszázadokon át különböző formákban fel-fellobbanó katolikus–református harcok is.

### Közelmúltban
A hidegháború ötven éve tipikus állandó háborúnak tekinthető. Ez többnyire az egyik, vagy másik nagyhatalom felbujtásából eredő és azok által támogatott, nagyszámú kisebb ’nemzeti szabadságharc’-okkal vívott helyi küzdelmek voltak, de az egyre gyorsuló fegyverkezési verseny szinte folyamatosan a világ feje fölött tartotta a mindkét fél által elkerülhetetlennek propagált, mindent elpusztító nukleáris összecsapás veszélyének Damoklész kardját.
Érdemes megemlíteni, hogy a nagyhatalmak által közvetlenül vívott háborúk csaknem minden esetben azok kudarcával végződött. Ilyenek voltak az Amerikai Egyesült Államok által folytatott vietnámi háború, vagy a Szovjetunió Afganisztánja is.
Állandó háborúnak tűnhetett a vietnámiaknak a nemzedékeken át 1947 és 1979 között, Japánnal, Franciaországgal, az Amerikai Egyesült Államokkal, Kambodzsával, Kínával és önmagával vívott háborújuk is.
Hasonló helyi konfliktus az India és Pakisztán közötti 1947 óta tartó háború is Kasmírért, valamint a India és Kína között 1972 óta tartó viszálykodás a Himalája különböző területeiért.
Az Izmaelig visszanyúló négyezer éves zsidó-arab ellentét 1948 óta az arab-izraeli ellentétben újult ki, melynek végét sokan csak a Végidők kiteljesedésében látják.
Hasonló folyamatos harci légkörben él Észak-Korea is a több mint ötven évvel ezelőtt, az Amerikai Egyesült Államokkal vívott koreai háború fegyverszünete óta.

### Állandó háborúk
Főleg a programok ellenzői, állandó háborúnak titulálnak olyan nem-hadászati ’háború’kat is melyet egyes amerikai elnökök a társadalom figyelmének összpontosításaként hirdettek meg. Ilyenek voltak többek között Lyndon B. Johnson Nyomor háborúja, Richard Nixon Rák háborúja, Ronald Reagan Kábítószer háborúja, és a közelmúltbeli George W. Bush Terror háborúja is.

## Jelenben
A mai kor legjelentősebb és legtöbbet vitatott állandó háborúja az Irak központú közép-keleti háború.
E konfliktus gyökerei Izrael megalapításáig vezethetők vissza, de ténylegesen az Iráni sah bukásával kezdődött. Az ezt követő, Khomeini ajatollah által létrehozott iszlám fundamentalista Irán nyíltan a nyugat ellenségévé vált és veszélyeztette a Perzsa-öbölből való olajszállítás biztonságát. Az új iráni vezetés ősi ellentéteket felszítva hamarosan sok áldozatot követelő háborúba keveredett az Amerikai Egyesült Államok által támogatott Szaddám Huszein Irakjával (1980-1988). E háborúban az Amerikai Egyesült Államok közvetlenül nem vett részt, de az amerikai haditengerészet a Perzsa-öbölben védelmet biztosított Rockefeller olaj szállító hajóinak (Operation_Earnest_Will). (A The Washington Post expozéja után minden olajszállító védelmet kapott.)  E háború végetértével Irak hamarosan Kuvait ellen fordult az amerikai nagykövet April Glaspie semleges támogatásával. Szaddám Huszein szerencsétlenségére a német újraegyesítést követően egy kelet-német titkos irattárban egy bizonyos vegyszer szállítási dokumentumai kerültek napvilágra. A nyomozás a szállítmányt Bagdadig követte. Mikor George H. W. Bush érdeklődésére Szaddám Huszein nem adott kielégítő választ, Bush felállt, és az Irak Kuvaitba való betöréséről úgy nyilatkozott, hogy „This will not stand.!” (~ Ez nem áll meg.!). A korábbi amerikai támogatottból ezzel ellenség lett, és ezzel az első öbölháború több mint fél milliónyi amerikai haderejének felépítése vette kezdetét. Az ezt követő, 28 amerikai és több mint 120 000 iraki életet felemésztő macska-egér játéknak beillő hadjárat Norman Schwarzkopf tábornok Bagdadtól 50 km-re való megállásával végződött. A döntés az volt, hogy mivel Szaddám Huszein szerepét hitelképesen betöltő személy nem található, meghagyják őt hatalmában, s ezzel az ENSZ tömegpusztító fegyver keresése vette kezdetét. A következő tíz évben az amerikai légierő a levegőben tartotta sakkban Huszeint, míg a hadsereg az ENSZ zászlaja alatt a földön kereste azt a bizonyos vegyszert Berlinből – sikertelenül. Idővel az iraki együttműködés hiánya miatt a helyzet tarthatatlanná vált, s mikor a derült égből arab fundamentalisták utasokkal teli repülőgépekkel támadták meg Amerikát, George W. Bush hadat üzent a terrorizmusnak, és főhadiszállásként Irakot jelölte meg, mint a jövő közel-keleti liberális demokráciája. Sajnos a már korábban is ismert szunnita-síita ellentét, a Palesztina probléma, és a felizgatott iszlám fundamentalizmus a konfliktusban öngerjesztő hatásúak. Ahogy az azóta eltelt évek tapasztalatai mutatják, Szaddám Huszein szerepe ma is betölthetetlen, a nemzetépítés lehetetlennek tűnik, és a háború eredetileg néhány-heti olajbevétel árára becsült költségei az égbe szöknek többek között (több száz tonnányi bankjegyszállítmánynak gyakorlatilag nyoma veszett), és így nem csoda, hogy sokan egy Vietnám-féle vesztésre és kivonulásra adják szavazataikat (újabban republikánusok is). Ugyanakkor csaknem mindenki számára egyértelmű, hogy egy ilyen kivonulás megengedhetetlen. Szóval, a háború folytatódik, a háború ellenséget termel, tehát a háború folytatódik…
Azonban a háború hatalmas üzlet is a fegyvergyártók és a fegyvergyártásban világelső USA számára, így nem véletlen, hogy egyes összeesküvés-elméletek szerint "a háborút nem szabad sem feladni, sem megnyerni, fent kell tartani".
Robert Fisk a Nyugat közel-keleti politikájának kritikus brit zsurnalisztája Egy Orwell-féle állandó háborúba zárva című cikkében kifejti, hogy a hidegháborút követő jelenlegi nyugati támadások közel-keleten egy új állandó háború kezdetei csupán. Szerinte az Egyesült Államok elnöke, Bill Clinton csak azért támadta meg Irakot, Szudánt és Afganisztánt, hogy a lakosság figyelmét a belföldi saját politikai problémáiról elterelje. Rámutat arra, hogy a győzelmesnek kikiáltott első öbölháború után Szaddám Huszein ’körömtelenítve lett’, mégis ismét a nyugati hadászat célkeresztjében van.
Sok kritikus adott hangot azon véleményének, miszerint az Egyesült Államoknak csupán egy szeptember 11-ei támadásra volt szüksége ahhoz, hogy tervezett terror-háborúját elindítsa. Emellett szól az, hogy az ’Új amerikai évszázad’ című folyóirat korábban arról írt, hogy egy új Pearl Harbor-re van szükség, hogy a 2006-ban kiadott Négyéves Hadvédelmi Report a terror-háborút ’hosszú háború’-nak nevezte, valamint az a tény, hogy a terrorizmus nem egy valóságos, megsemmisíthető hadászati célpont, hanem csak egy taktika, egy módszer.
Némelyek úgy látják, hogy az Egyesült Államokhoz hasonló modern demokratikus köztársaságokban egyre könnyebbé válik ilyen állandósult hadiállapot kialakulása. Szerintük a háborúból közvetlenül hasznot húzók és a abban közvetetten érdekelt nagy hatalmú vállalatok közötti kapcsolatok folyamatos fejlődése és egyre szorosabbá válása nem csak a háborút magát, hanem következményeit is formálja. Ez az alapja többek között a Bush-adminisztráció és a Halliburton vállalat közötti összefonódás kritikájának (Az alelnök, Dick Cheney korábban a verseny nélküli állami megbízásokat kapó Halliburton vezérigazgatója volt, és jelenleg is van jövedelme annak gazdasági sikereiből).
Ugyanakkor a hadászat és ipar egységét jelentő hadiipar fogalma nem Cheney, hanem Eisenhower, amerikai elnök találmánya volt. Ő mutatott rá, hogy a hadászat a piacteremtés egyik formájának (is) tekinthető. De a gyakorlat természetesen sokkal messzibbre nyúlik vissza. Az Athén által vezetett hadszövetség már az i. e. ötödik évszázadban is nyilvánvalóvá tette a hosszú hadakozásra való társadalmi felkészülés gazdasági előnyeit. Napjainkban Észak-Korea államszervezete mutat fel példát a hadiparon alapuló nemzetgazdaságra. Elég sajnálatosnak tűnhet az emberiség történelmében az, hogy nemcsak hogy egyesek profitálnak a háború borzalmaiból, hanem hogy a felsőbb rétegek aktívan részt vesznek benne: a fegyverkereskedőket ugyan lelövik, de a fegyverkereskedést támogatják.
Magyarországon hasonló háborús jellegű retorika figyelhető meg a 2010-es évektől, ahol a regnáló Fidesz kormányzat elsősorban Soros György milliárdos üzletember személyével és a hozzá kötött, úgynevezett „Soros-tervvel”, valamint az Európai Unió szervezeteinek kritikáival igyekszik tematizálni a közbeszédet.